# Xanthoparmelia afroincerta
Xanthoparmelia afroincerta är en lavart som beskrevs av Elix. Xanthoparmelia afroincerta ingår i släktet Xanthoparmelia och familjen Parmeliaceae.   Inga underarter finns listade i Catalogue of Life.